# Проект «Північна Карелія».
Проєкт "Північна Карелія" став першим у світі проєктом у сфері громадського здоров'я, спрямованим на зниження смертності від серцево-судинних захворювань. Спочатку він був реалізований у Північній Карелії з 1972 до 1977 року, а завдяки значним успіхам його було поширено на всю Фінляндію з 1977 до 1997 року. Проєкт був зосереджений на трьох ключових факторах ризику — палінні, рівні холестерину в крові та артеріальному тиску, які були виявлені в дослідженнях British Doctors Study, Framingham Heart Study та Seven Countries Study.
У період з 1972 по 2012 рік смертність від серцево-судинних захворювань серед чоловіків працездатного віку знизилася на 82%, а серед жінок — на 84%. Середня тривалість життя всього населення зросла на 7 років. Дві третини зниження смертності можна приписати впливу проєкту "Північна Карелія".

## Проект
Північна Карелія, регіон у Фінляндії, на той час мала найвищий у світі рівень захворюваності на серцево-судинні хвороби за даними дослідження "Семи країн" та особливо низьку тривалість життя серед чоловічого населення. Це викликало здивування, адже більшість місцевих жителів займалися важкою лісозаготівлею або фермерською працею, яка мала б приносити користь від фізичної активності. Ця проблема спровокувала суспільний тиск на владу, щоб вжити заходів для підвищення рівня здоров'я та тривалості життя в регіоні. З 1972 по 1977 роки було започатковано проєкт "Північна Карелія" за участю Національного інституту громадського здоров'я Фінляндії, Управління лікаря округу Північна Карелія, Фінської асоціації серця, Центральної лікарні Північної Карелії та Організації Мартта. Ініціатором проєкту виступив Мартті Ю. Карвонен, експерт з серцево-судинного здоров'я та керівник фінської гілки дослідження "Семи країн". Співкерівником був Пекка Пуска.
Це був перший у світі проєкт громадського здоров'я, спрямований на запобігання смертності від серцево-судинних захворювань. Великі епідеміологічні дослідження, такі як дослідження британських лікарів, Фремінгемське серцеве дослідження та дослідження "Семи країн", виявили фактори, пов'язані з ризиком захворювань, зокрема куріння, високий рівень холестерину в крові та підвищений артеріальний тиск. Метою проєкту "Північна Карелія" було зниження рівнів трьох основних факторів ризику серцево-судинних захворювань через зміну поведінки, яку стимулювали шляхом громадської дії та участі населення. Систематичний моніторинг факторів ризику на рівні населення здійснювався через опитування кожні 5 років.
Харчові звички населення призводили до високого споживання насичених жирів, дуже малої кількості поліненасичених жирів, обмеженого споживання овочів та великої кількості солі. Це вважалося основною причиною високого рівня холестерину та артеріального тиску. Основні заходи включали рекомендації щодо заміни насичених жирів (переважно масла) на ненасичені жири (переважно ріпакову олію), збільшення споживання овочів, зменшення вживання солі та зменшення споживання тютюну. Споживання насичених жирів з їжею знизилося з 20% від загального енергетичного споживання до 12% у 2007 році. Проте з 2007 по 2012 рік спостерігалося часткове повернення до рівня 14% від загального енергетичного споживання.
Середній рівень холестерину в сироватці крові знизився на 20%. 
|                                                       | 1972  | 1979  | 1982  | 1987  | 1992  | 1997  |
| ----------------------------------------------------- | ----- | ----- | ----- | ----- | ----- | ----- |
| куріння % населення (чоловіки)                        | 52,6% | 46,6% | 41,7% | 40,5% | 36,8% | 33,3% |
| Холестерин (ммоль/л) (чоловіки)                       | 6.77  | 6.52  | 6.26  | 6.23  | 5.91  | 5.70  |
| Систолічний артеріальний тиск (мм рт. ст.) (чоловіки) | 147.1 | 144.2 | 145.5 | 144,0 | 140.7 | 138.8 |
| куріння % населення (жінки)                           | 11,4% | 12,7% | 16,3% | 17,3% | 21,3% | 17,9% |
| Холестерин (ммоль/л) (жінки)                          | 6.69  | 6.34  | 6.04  | 5.92  | 5.55  | 5.54  |
| Систолічний артеріальний тиск (мм рт. ст.) (жінки)    | 149.2 | 141.6 | 141.6 | 138.1 | 134.6 | 132.6 |

Завдяки великому успіху, з 1977 року робота в Північній Карелії також слугувала національним прикладом. Проєкт отримав значне висвітлення в національних засобах масової інформації, а з 1978 до 1991 року проводився національний телевізійний курс.

## Результати
Рівень смертності від серцево-судинних захворювань серед чоловіків працездатного віку (від 35 до 64 років) знизився більш ніж на 80% (з 690 на 100 000 осіб на рік до 100 на 100 000 осіб на рік). Середня тривалість життя всього населення зросла на 7 років, а опитування також показали покращення суб’єктивних відчуттів здоров’я серед людей.
- Близько двох третин зниження смертності від ішемічної хвороби серця, яке спостерігалося в період з 1972 по 2012 роки, можна пояснити змінами в трьох факторах ризику, на які було спрямовано проєкт. Серед чоловіків основна частина зниження смертності була зумовлена зниженням рівня холестерину в крові, тоді як серед жінок однаковий внесок у зниження смертності мали зниження рівня холестерину в крові та систолічного артеріального тиску.
- Залишкова одна третина зниження смертності може пояснюватися іншими факторами, такими як зміни в раціоні та фізичній активності, покращення вторинної профілактики та медичні досягнення. Наприклад, у 1980-х роках були введені нові рекомендації щодо вторинної профілактики, які включали активне медикаментозне лікування (аспірин, бета-блокатори, інгібітори ангіотензинперетворюючого ферменту, а згодом і статини).[8]

|                                               | 1979  | 1982  | 1987  | 1992  | 1997  | 2002  | 2007  | 2012  |
| --------------------------------------------- | ----- | ----- | ----- | ----- | ----- | ----- | ----- | ----- |
| Спостережуване зниження смертності (чоловіки) | 17%   | 25%   | 38%   | 55%   | 67%   | 75%   | 78%   | 82%   |
| Прогнозоване зниження смертності (чоловіки)   | 16,5% | 25,4% | 28,5% | 41,3% | 48,5% | 50,2% | 55,7% | 56,8% |
| Спостережуване зниження смертності (жінки)    | 28%   | 41%   | 45%   | 59%   | 72%   | 77%   | 79%   | 84%   |
| Прогнозоване зниження смертності (жінки)      | 23,7% | 28,1% | 35,5% | 44,7% | 49,8% | 51,5% | 53,5% | 55,7% |

Існували певні недоліки, оскільки згодом були виявлені й інші фактори ризику, такі як недостатня фізична активність, ожиріння та підвищений рівень глюкози в крові (що призводить до діабету). Ці фактори не були враховані та спостережені в рамках проєкту. У 1970-х роках фізична неактивність була рідкісним явищем, але згодом стала серйозною проблемою. Середній індекс маси тіла дещо зріс з часом, але не очікується, що це суттєво вплине на результати, оскільки вплив ожиріння на ризик ішемічної хвороби серця здебільшого опосередковується через його вплив на артеріальний тиск, який спостерігався в проєкті.